# Isaak II.

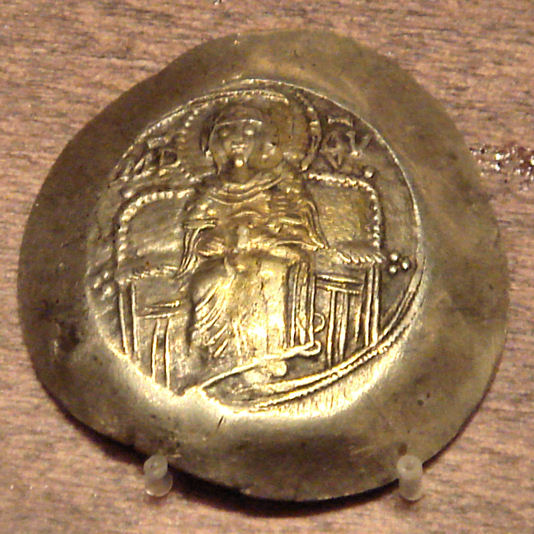
Elektron-Münze, Isaak II. Angelos

Isaak II. Angelos (mittelgriechisch Ἰσαάκιος Βʹ Ἄγγελος, * 1155; † 28. Januar 1204 in Konstantinopel) war byzantinischer Kaiser von 1185 bis 1195 als Nachfolger von Andronikos I. und erneut von 1203 bis 1204.

## Leben
Isaak II. war ein Sohn des kaiserlichen Generals Andronikos Dukas Angelos († Dezember 1185), ein Sohn des Admirals Konstantin Angelos und Schwiegersohn Kaiser Alexios I., seine Mutter war Euphrosyne († 1195), Tochter oder Nichte des Theodoros Kastamonnites.
Isaak II. begann seine Herrschaft nach der Ermordung Andronikos I. 1185 nach einem entscheidenden Sieg über die ins Byzantinische Reich eingefallenen sizilischen Normannen, war aber ansonsten weniger erfolgreich. Der Versuch, Zypern von dem rebellischen Adligen Isaak Komnenos zurückzuerobern, misslang aufgrund der Einmischung der Normannen. Gleichzeitig erhoben sich die Bulgaren und Walachen und gründeten 1186 das Zweite Bulgarische Reich. 1187 wandte sich der General Alexios Branas, der nach der Ablösung des Johannes Kantakuzenos gegen die Rebellen gesandt worden war, gegen den Kaiser und versuchte, Konstantinopel zu besetzen, wurde aber geschlagen und getötet. Als Nächstes verlangte der Osten die Aufmerksamkeit des Kaisers, wo verschiedene Thronprätendenten sich erhoben und wieder fielen. 1189 versuchte Friedrich Barbarossa auf dem Dritten Kreuzzug seine Truppen durch das Byzantinische Reich zu führen, und erhielt die Erlaubnis. Er hatte die Grenze bereits überschritten, als Isaak, der sich mittlerweile mit Saladin verständigt hatte, begann, ihm Hindernisse in den Weg zu legen, und nur durch Waffengewalt zur Erfüllung der Zusage gezwungen werden konnte. Seine Tochter Irene wurde dabei dem in Deutschland befindlichen Philipp von Schwaben versprochen.
Die nächsten fünf Jahre war Isaak mit neuen Aufständen der Walachen befasst, gegen die er mehrere Feldzüge führte. Während eines dieser Feldzüge rief sich sein Cousin Konstantin 1193 in Philippopel zum Gegenkaiser aus, wurde aber von seinen eigenen Leuten gefangen genommen; Isaak II. ließ ihn blenden. 1195 nutzte sein Bruder Alexios einen Jagdausflug des Kaisers und dessen Abwesenheit vom Feldlager, um sich selbst zum Kaiser zu proklamieren, und wurde auch von den Soldaten anerkannt. Isaak wurde geblendet und im Gefängnis des Anemas inhaftiert.
Acht Jahre später, am 18. Juli 1203, wurde er für sechs Monate aus seinem Kerker geholt und erneut auf den Thron gehoben, nachdem der Vierte Kreuzzug die Stadt erreicht hatte. Da er jedoch sowohl körperlich als auch geistig durch die Gefangenschaft geschwächt war, übernahm sein Sohn Alexios IV. die tatsächliche Regierung. Isaak und Alexios wurden am 25. Januar 1204 wegen ihres Nachgebens gegenüber den Kreuzfahrern durch einen Aufstand des Generals Alexios Murtzouphlos gestürzt, der wenige Tage später selbst den Thron bestieg. Isaak starb am 28. Januar unter ungeklärten Umständen, wahrscheinlich wurde er vergiftet.
Isaak II. war einer der schwächsten und brutalsten Fürsten auf dem byzantinischen Thron. Umgeben von Sklaven, Mätressen und Schmeichlern ließ er es zu, dass das Reich von Günstlingen regiert wurde, während er das Geld, das den Provinzen abgepresst wurde, für Bauwerke und Geschenke an die Kirche ausgab. Die Folge davon war der fortschreitende Verfall des Reiches durch Ämterkauf und Steuerwucher.

## Ehen und Nachkommen
Mit seiner ersten Frau Herina (oder Irene), deren Name nur im Nekrolog des Speyerer Doms überliefert ist und die möglicherweise die Tochter des Kaisers Andronikos I. war, hatte er folgende Kinder:
- Anna-Euphrosyne, möglicherweise 1197 ⚭ Roman von Galizien-Wolhynien
- Irene von Byzanz (1177–1208), ⚭ 1) 1193 Roger von Apulien (1175–1193) Hauteville, ⚭ 2) 1197 Philipp von Schwaben (um 1176–1208), deutscher König (Staufer)
- Alexios IV. Angelos (1182–1204) byzantinischer Kaiser 1203/04

Isaak heiratete 1185 die zehnjährige Margarete von Ungarn (* 1175, † nach 1223), Tochter von Béla III. (Ungarn) und dessen Frau Agnes de Châtillon. Sie hatten folgende Kinder:
- Manuel Angelos († 1212)
- Johannes Angelos († 1242)
- (fraglich) Theodora Angeloi († 1246) ⚭ 1203 Leopold VI., Herzog von Österreich und Steiermark